# Francisco de Carvajal y Vargas
Francisco Sancho de Carvajal Vargas y Córdoba Mendoza (Lima, 29 de octubre de 1611-Cuzco, 7 de mayo de 1653), fue un noble criollo y funcionario colonial en el Virreinato del Perú, V Correo Mayor de las Indias.

## Biografía
Miembro de la casa de Carvajal y Vargas, fueron sus padres los limeños Diego de Carvajal Vargas (descendiente de Lorenzo Galíndez de Carvajal, I Correo Mayor de Indias) y Marroquín e Isabel de Córdoba y Avendaño. Hizo sus estudios en el Real Colegio de San Martín. A la muerte de su padre heredó la encomienda de Ichohuari —actualmente en Áncash— y el cargo de correo mayor de las Indias, siendo el quinto de su linaje que lo ejerció (1631). Reconocido como capitán de las milicias provinciales, sería nombrado corregidor de Huanta (1637). 
Investido con el hábito de caballero de la Orden de Alcántara (1646), pasó a ser corregidor de Canas y Canchis y hallándose en el ejercicio de sus funciones fue nombrado por el virrey Conde de Salvatierra para el cargo de justicia mayor del Cuzco (1652) al ser depuesto Juan de la Cerda y de la Coruña por no haber impedido el duelo que le costó la vida a Agustín Sarmiento de Sotomayor. Sin embargo, falleció pocos meses después a causa de una súbita enfermedad.

## Matrimonio y descendencia
Se casó en Lima con Leonor Altamirano de los Ríos, hija del oidor Blas de Torres Altamirano y Águeda de los Ríos y Lisperguer, sobrina por lo tanto de la famosa Quintrala, con la cual tuvo a:
- Diego de Carvajal Vargas y Altamirano, VI correo mayor de las Indias y I conde de Castillejo, sin sucesión.

| Predecesor: Juan de la Cerda y de la Coruña | Corregidor del Cuzco Justicia mayor 1652-1653 | Sucesor: Fernando de Cartagena y Santa Cruz |